# Chatte
Chatte är en kommun i departementet Isère i regionen Auvergne-Rhône-Alpes i sydöstra Frankrike. Kommunen ligger i kantonen Saint-Marcellin som tillhör arrondissementet Grenoble. År 2022 hade Chatte 2 476 invånare.

## Befolkningsutveckling
Antalet invånare i kommunen Chatte
Referens:INSEE